# Autrechêne
Autrechêne es una comuna francesa situada en el departamento del Territorio de Belfort, de la región de Borgoña-Franco Condado.
Los habitantes se llaman Autrechênois.

## Geografía
Está ubicada a 9 km al sureste de Belfort y forma parte de la aglomeración urbana de esta ciudad.

## Historia
Se formó el 1 de enero de 1973 con la unión de las comunas de Eschêne-Autrage y la de Rechotte (de ahí que el INSEE le asigne un número identificativo que no se corresponde al del orden alfabético).

## Demografía
| 99 | 94 | 123 | 146 | 154 | 210 | 294 | 280 |
| Para los censos de 1962 a 1999 la población legal corresponde a la población sin duplicidades (Fuente: INSEE [Consultar]) |    |     |     |     |     |     |     |